# The Earth Fighter Rayieza
 (mai 2017).
Si vous disposez d'ouvrages ou d'articles de référence ou si vous connaissez des sites web de qualité traitant du thème abordé ici, merci de compléter l'article en donnant les références utiles à sa vérifiabilité et en les liant à la section « Notes et références ».
The Earth Fighter Rayieza (地球戦士ライーザ, Chikyuu Senshi Rayieza) est un jeu vidéo de rôle sorti sur PC-88, FM-7, Sharp X1 et MSX en 1985. Il a été édité au Japon par Enix. Il a été porté sur Famicom par Nintendo en 1987.